# Gigabitowa Pasywna Sieć Optyczna

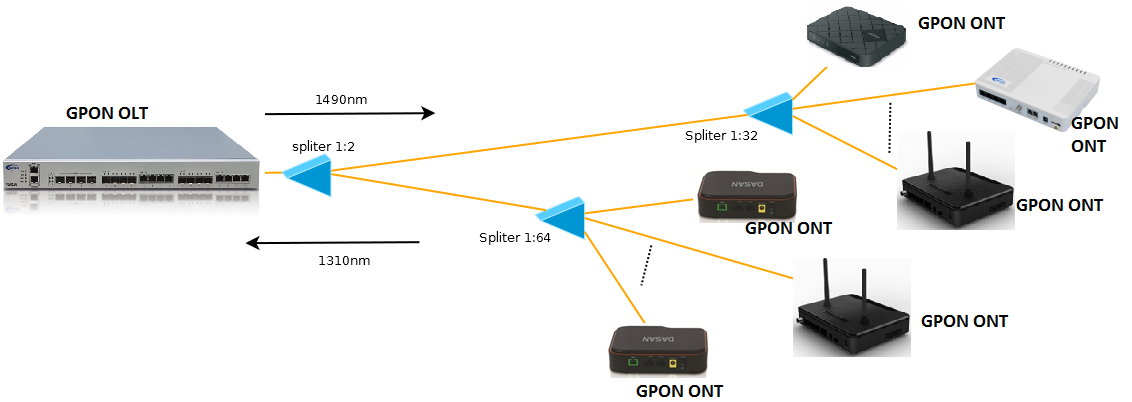
Gigabit Passive Optical Network (GPON) Topology

Gigabitowa Pasywna Sieć Optyczna (ang. Gigabit-capable Passive Optical Networks, GPON) – międzynarodowy standard ITU-T G.984.x, opisujący sposób działania jednego z wariantów pasywnej sieci optycznej (PON), pozwalającego na uzyskiwanie prędkości rzędu 2488 Mb/s (od jednostki OLT do ONT) oraz 1244 Mb/s (od ONT do OLT).
Standard został opracowany przez grupę roboczą zwaną FSAN (z ang. Full Service Access Network) jako następca standardu APON/BPON, lecz pozwalający na uzyskiwanie większych prędkości.
GPON to standard, który swoim zakresem obejmuje warstwę pierwszą i drugą modelu ISO/OSI. Wykorzystuje architekturę punkt-wielopunkt (P2MP). GPON działa w oparciu o sieć PON, w której część pasywną nazywamy ODN (z ang. Optical Distribution Network). Parametry optyczne zostały zdefiniowane w standardzie G.984.2. Maksymalna liczba wspieranych ONT na port OLT to 256.
Maksymalna odległość między OLT a ONT wynosi 60 km, z czego rozpiętość sieci nie może być mniejsza niż 20 km. W związku z tym, jeżeli ostatni terminal jest na 60 km, to pierwszy ONT nie może być podłączony wcześniej, niż na 40 km. Zasięg może być jednak skrócony przez zbyt duże tłumienie. Do określenia budżetu mocy optycznej stosowane są klasy sieci ODN, w której B+ określa sieć z tłumieniem do 28 dB, natomiast C+ do 32 dB. Standard dodatkowo zakłada możliwość stosowania kodowania Forward Error Correction (FEC) w celu poprawy ewentualnych błędów w transmisji kosztem 7% przepustowości łącza. FEC może być włączony w obu kierunkach.

GPON wykorzystuje światłowód jednomodowy do transmisji dwukierunkowej dzięki multiplikacji z podziałem długości fal (WDM). Standard zdefiniował 3 długości fal:
- Od ONT do OLT: 1310 nm (1260 do 1360 nm)
- Od OLT do ONT: 1490 nm (1480 do 1500 nm)
- Wideo (CATV/DVB/ATSC): 1555 nm (1550 do 1560 nm)

W kierunku od ONT do OLT dodatkowo wykorzystywana jest multiplikacja z podziałem czasu (TDMA). Każdy terminal ONT w zależności od potrzeb dynamicznie otrzymuje swój slot czasowy, w którym może nadawać (DBA). W kierunku od OLT od ONT transmisja jest rozgłaszana do wszystkich terminali; aby uniknąć podsłuchu GPON wspiera szyfrowanie enkapsulowanych danych za pomocą Advanced Encryption Standard (AES) z 128-bitowym kluczem oraz hasłem nadawanym przez terminal.

Do enkapsulacji danych w ramkach ethernetowych pomiędzy OLT i ONT wykorzystywany jest GEM (GPON Encapsulation Method). Ten nowy typ ramki jest bardzo efektywny dzięki czemu standard GPON może być także użyty w aplikacjach Mobile Backhaul.

## OLT
GPON OLT (Optical Line Terminal) to koncentrator, do którego schodzą się włókna magistralne ze spliterów optycznych. Zazwyczaj jednostka OLT posiada kilka do kilkudziesięciu portów OLT. Zazwyczaj są to porty typu SFP na specjalne wkładki. Oprócz tego wyposażona jest w kilka portów GigabitEthernet lub 10 GigabitEthernet. Jednostka centralna zarządza, monitoruje oraz konfiguruje jednostki ONT. W zależności od producenta OLT może agregować od 256 terminali do nawet 20 tysięcy.

## ONT
GPON ONT (Optical Network Terminal) to jednostka abonencka. W Europie przyjęto, że jest to jednostka wewnątrzbudynkowa i zazwyczaj znajduje się w lokalu abonenta i jest także zasilana z gniazdka prądowego abonenta. Posiada wbudowany przetwornik optyczny, a także w zależności od modelu może mieć kilka portów Fast/GigabitEthernet, WiFi, porty FXS czy port RF na potrzeby świadczenia telewizji analogowej bądź cyfrowej DVB.

## XGS-PON

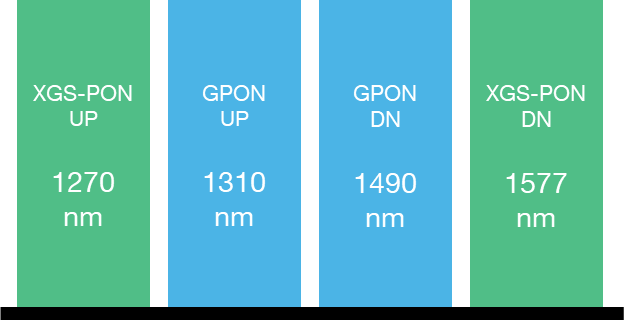
Długości fali dla GPON i XGS-PON

Coraz częściej można spotkać operatorów wykorzystujących nowszą technikę XGS-PON (G.9807.1). Oferuje ona symetryczne przepływności 9953,28 Mbit/s. Do 40 km zwiększony został zasięg różnicowy (odległość pomiędzy skrajnymi ONTami). Do pojedynczego portu PON na urządzeniu dostępowym (OLT) może być podłączonych do 256 klientów.
Ponieważ XGS-PON pracuje na innych długościach fali niż GPON mogą one działać równolegle w pojedynczym włóknie optycznym.
Wstrzyknięcie dwóch systemów transmisyjnych do jednego włókna wymaga zastosowania dodatkowego multipleksera optycznego na początku toru. Zwykle tym multiplekserem jest WDM1r zdefiniowany w rekomendacji ITU-T G.984.5

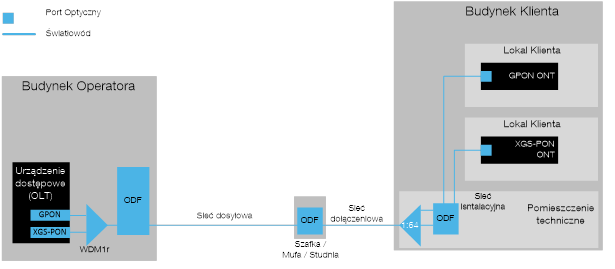
Koegzystencja GPON i XGS-PON

Technika XGS-PON jest wstecznie kompatybilna z ONTami wspierającymi starszą techniką XG-PON (G.987.1) oferującą asymetryczne przepływności 9953,28 Mbit/s w kierunku do użytkownika i 2488.32 Mbit/s w kierunku od użytkownika.
W Polsce technologia XGSPON została zaproponowana w październiku 2018 r. przez operatora INEA dla 30 tys. klientów z Poznania w formie łącza symetrycznego 10 Gb/s. Orange Polska w listopadzie rozpoczął testy usługi dla biznesu oferując dwie usługi – łącze asymetryczne 5 Gb/s przy pobieraniu danych i 1 Gb/s przy wysyłaniu oraz łącze symetryczne 2 Gb/s. Usługa jest dostępna dla 100 firm na terenie Warszawy, a testy objęły 5 firm.